# Тако Пеев
Тако Пеев е български просветен и обществен деец.

## Биография
Роден е през 1838 година в Трън. Получава образованието си в медресе. Юношеските му години преминават в търговския занаят и в самообразоване. Получава като абонамент българските печатни издания „Български книжици“, „Читалище“, „Гайда“, вестник „Исток“ и др. Настолна книга му е донесената от Пея Степанов от Дечанския манастир през 1830 г. „История славенно-болгарског народа из г. Раича историе. В Будиме граде 1801“ на Атанасий Нескович. Тако Пеев пръв работи за светското обучение в Трън, като привлича учителя Георги Неделев от Копривщица, който замества килийната с Ланкастърската метода. По време на националната борба за освобождение, заедно с Гюро Байкушев, Георги Неделев, Димо Петричев и Григория Кокин създават в Трън комитет за подготовка на Априлското въстание през 1876 г. Вероятно по този повод Васил Левски идва в Трън за една нощ, а Димитър Шишков – на няколко пъти при Тако Пеев. Заседанията на комитета са в манастира „Св. Архангел Михаил“.
При започване на Руско-турската война Тако Пеев сформира четири чети, едната начело с него се насочва към Враня, втората с командир Симо Соколов – към Гърделица, между Враня и Лесковъц, третата с командир Иван Грънчаров – към Кюстендил и четвъртата, начело с Гиго Мисловщички и Кола Станоев – към Секирните и Радомир. Четите изиграват голяма роля за защита на Трънско, за което сръбският княз Милан Обренович награждава Тако Пеев със сребърен медал за заслуги. Възползвайки се от факта, че вследствие на военните дейстия на Руско-турската война Плевен е превзет и руснаците настъпват към София, на 20 декември 1877 г. сърбите започват окупация на околностите на Трън, Цариброд, Сливница, Брезник и стигат почти до Батановци. Пеев емигрира в София, където започва дейност по присъединяване на Знеполието към България. Поддържа връзки с княз Дондуков-Корсаков, намира подкрепа от българския историк проф. Марин Дринов, вицегубернатор на София към момента и от Софийския владика Мелетий. Няколко пъти пътува до Сан Стефано в Главната руска квартира, за да се види с Великия княз Николай Николаевич и да поднесе адрес от трънското население и молба за присъединяване на Трънски окръг към България. Тако Пеев се среща с ген. Анучин в Сан Стефано. Многобройните му телеграми до Берлинския конгрес дават основание на граф Шувалов да се застъпи за каузата на трънчани и на 27 май 1879 г. Трънско се присъединява към Княжество България. Тако Пеев се завръща в Трън, придружаван от ескадрон руски кавалеристи – казаци по нареждане на княз Дондуков-Корсаков и е посрещнат като голям родолюбец от местното население.
Умира през 1926 г.
Архивът на Тако Пеев се съхранява в Родов фонд Пееви (349К) в Държавен архив – Перник.
На негово име са кръстени улици в Перник и Трън.